# New Orleans Saints
O New Orleans Saints é um time profissional de futebol americano baseado em New Orleans, Louisiana. Os Saints atualmente competem na National Football League (NFL) como um membro da NFC South. A equipe foi fundada por John W. Mecom Jr., David Dixon e pela cidade de Nova Orleans em 1 de novembro de 1966. Os Saints começaram a jogar no Tulane Stadium em 1967.
O nome "Saints" é uma alusão ao dia 1 de novembro como Dia de Todos os Santos na fé católica. Nova Orleans tem uma grande população católica e o espiritual "When the Saints Go Marching In" é fortemente associado a New Orleans e é frequentemente cantado pelos fãs nos jogos. A franquia foi fundada em 1 de novembro de 1966.
As cores primárias da equipe são ouro velho e preto; seu logotipo é uma flor de lis simplificada. Eles jogaram seus jogos em casa no Tulane Stadium durante a temporada de 1974 da NFL. No ano seguinte, eles se mudaram para o novo Louisiana Superdome (agora o Caesars Superdome, já que a Caesars Entertainment Corporation comprou os direitos de nome do estádio).
Durante a maior parte dos seus primeiros 20 anos, os Saints foram pouco competitivos. Em 1987, eles terminaram com um recorde de 12-3 - sua primeira temporada vencedora - e se classificaram para os playoffs da NFL pela primeira vez na história da franquia, mas perderam para o Minnesota Vikings por 44-10. Na temporada seguinte, em 1988, eles terminaram com um recorde de 10-6, mas sem vaga nos playoffs. Após a temporada regular de 2000, os Saints derrotou o atual campeão do Super Bowl, o St. Louis Rams, por 31-28, para garantir sua primeira vitória nos playoffs.
Em 2005, o furacão Katrina devastou Nova Orleans e grande parte da região da Costa do Golfo. O Superdome foi usado como abrigo temporário de emergência para residentes deslocados. O estádio sofreu danos causados pelo furacão (principalmente por inundação e parte do telhado sendo arrancado, bem como por danos internos devido à falta de instalações disponíveis). Os Saints foram forçados a jogar seu primeiro jogo em casa contra o New York Giants no Giants Stadium em East Rutherford, New Jersey (estádio dos Giants); outros jogos em casa foram reprogramados no Alamodome, em San Antonio, Texas, ou no Tiger Stadium, em Baton Rouge, Louisiana. Durante a temporada, havia rumores de que o proprietário dos Saints, Tom Benson, poderia julgar inutilizável o Superdome e procurar legalmente anular seu contrato e transferir a equipe para San Antonio, onde ele tinha interesses comerciais. Em última análise, no entanto, o Superdome foi reparado e renovado a tempo para a temporada de 2006 a um custo estimado de US $ 185 milhões. O primeiro jogo em casa do New Orleans Saints pós-Katrina foi um jogo do Monday Night Football com grande carga emocional contra o rival da divisão, o Atlanta Falcons. Os Saints, sob o comando do novato treinador Sean Payton e do novo quarterback Drew Brees, derrotou o Falcons por 23-3, e passou a conquistar a segunda vitória nos playoffs da história da franquia.
A temporada de 2009 foi histórica para os Saints. Ganhando um recorde de 13 vitórias, eles se classificaram para o Super Bowl XLIV e derrotaram o Indianapolis Colts, campeão da AFC, por 31-17. Até o momento, é o único título do Super Bowl que eles ganharam, e como é o único Super Bowl no qual os Saints participaram, eles se juntam ao New York Jets e ao Tampa Bay Buccaneers como os únicos três times da NFL a vencer seu único Super Bowl em sua única participação.

## História

### Inicio
Os Saints nasceram secretamente em um acordo criado pelo congressista americano Hale Boggs, pelo senador Russell Long e pelo comissário da NFL, Pete Rozelle. A NFL precisava da aprovação do Congresso da proposta fusão da AFL-NFL. Dixon e um grupo cívico local vinham procurando uma franquia da NFL há mais de cinco anos e já haviam recebido multidões recordes para os jogos de exibição da NFL. Para selar a fusão, Rozelle chegou a Nova Orleans dentro de uma semana e anunciou em 1 de novembro de 1966 que a NFL havia concedido oficialmente à cidade de Nova Orleans uma franquia da NFL. A equipe recebeu o nome da grande música de jazz mais identificada com Nova Orleans - "When the Saints Go Marching In", e não foi coincidência que o nascimento oficial da franquia foi anunciado em 1º de novembro, que é o Dia de Todos os Santos. Quando o acordo foi fechado uma semana antes, Dixon sugeriu fortemente a Rozelle que o anúncio fosse adiado até então. Dixon disse a um entrevistador que ele até esclareceu o nome ao arcebispo de New Orleans, Philip M. Hannan: "Ele achou que seria uma boa ideia. Ele tinha uma ideia de que a equipe precisaria de toda a ajuda que pudesse conseguir".
O comitê congressional de Boggs, por sua vez, aprovou rapidamente a fusão da NFL. John W. Mecom Jr., um jovem petroleiro de Houston, tornou-se o primeiro acionista majoritário da equipe. As cores da equipe, preto e dourado, simbolizavam os fortes laços da Mecom e de Nova Orleans com a indústria do petróleo. O trompetista Al Hirt era o dono da equipe, e sua versão de "When the Saints Go Marching In" foi feita a música oficial da equipe.

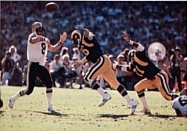
Archie Manning, na foto em 1980, foi um dos primeiros jogadores a entrar no Ring of Honor dos Saints.

O jogo inaugural em 17 de setembro de 1967, começou com um retorno inicial de 94 jardas para um touchdown de John Gilliam, mas os Saints perderam o jogo por 27-13 para o Los Angeles Rams no Tulane Stadium, com mais de 80.000 pessoas. Foi um dos poucos destaques de uma temporada que terminou com um recorde de 3-11, que estabeleceu um recorde da NFL para mais vitórias por uma equipe de expansão.
Durante a maior parte de seus primeiros 20 anos, os Saints foram a definição de futilidade da NFL. Eles não terminaram tão alto quanto o segundo em sua divisão até 1979.
Um dos primeiros momentos brilhantes da franquia veio em 8 de novembro de 1970, quando Tom Dempsey chutou um field goal de 63 jardas, um recorde da NFL, no Estádio Tulane para derrotar o Detroit Lions por 19-17 nos segundos finais do jogo; o recorde anterior foi de sete jardas a menos, estabelecido em 1953. O recorde de Dempsey não foi quebrado até 2013 por Matt Prater do Denver Broncos.
Em 1980, os Saints perderam seus primeiros 14 jogos, o que levou Bernard "Buddy D" Diliberto, um locutor de esportes local, a aconselhar os torcedores do Saints a usar sacolas de papel sobre suas cabeças nos jogos em casa da equipe; muitos sacos traduziam o nome do clube como "Aints" em vez de "Santos".

### Era Jim E. Mora (1986–1996)
Tom Benson, um bem-sucedido dono de uma concessionária de automóveis e banqueiro, adquiriu a franquia em 1985 e contratou Jim Finks como gerente geral e Jim Mora como treinador principal. Essa combinação proporcionou aos Saints seu primeiro recorde de vitórias e aparições nos playoffs, tendo um recorde de 12-3 em 1987, que teve um jogo a menos que o normal devido à greve dos jogadores. Outra vaga nos playoffs viria em 1991, junto com o primeiro título de divisão.
Durante o mandato de Mora, os Saints foram para os playoffs quatro vezes, com equipes marcadas por fortes defesas lideradas pela equipe de linebacking chamada de "Dome Patrol", mas nunca capaz de ganhar um jogo de playoff. Mora treinou os Saints até a temporada de 1996, quando eles tiveram um recorde de 3-13. Suas 93 vitórias foram três a mais do que os Saints venceram em toda a sua história antes de sua chegada, e continuariam sendo o máximo para qualquer técnico dos Saints até 2016.

### Era Mike Ditka (1997–1999)
Após o final da temporada de 1996, ironicamente como Diliberto havia sugerido antes da renúncia de Mora, o ex-técnico do Chicago Bears, Mike Ditka, foi contratado para substituir Mora. Embora isso inicialmente tenha gerado muita emoção entre os fãs de Saints, o mandato de Ditka acabou sendo um fracasso. Os Saints tiveram recordes de 6-10 em suas duas primeiras temporadas sob o comando de Ditka (1997 e 1998).
Durante o Draft de 1999, Ditka trocou todas as suas escolhas naquela temporada, bem como as escolhas da primeira rodada e da terceira rodada para a temporada seguinte, com o Washington Redskins para selecionar o vencedor do Heisman Trophy, Ricky Williams da Universidade do Texas. No entanto, Ditka, a maioria de sua equipe técnica, e o gerente geral Bill Kuharich foram demitidos no final da temporada de 1999 devido ao recorde de 3-13.

### Era Jim Haslett (2000–2005)
Jim Haslett ocupou o cargo de treinador de 2000 a 2005. Em seu primeiro ano, ele levou o time para os playoffs de 2000 e derrotou o St. Louis Rams, na primeira vitória da equipe nos playoffs. A equipe perdeu na semana seguinte para o Minnesota Vikings. Depois de ganhar o prêmio de Executivo do Ano da NFL de 2000, o Gerente Geral Randy Mueller foi demitido entre as temporadas de 2001 e 2002 sem explicação por Benson.
Os Saints não conseguiram chegar aos playoffs em 2001 e 2002, embora em 2002, eles tivessem a distinção de derrotar o eventual campeão do Super Bowl XXXVII, Tampa Bay Buccaneers, nas duas partidas da temporada regular, apenas a segunda equipe a fazer isso na história da NFL.
Em 2003, os Saints novamente não foi para os playoffs depois de terminar com um recorde de 8-8. A temporada de 2004 começou mal para os Saints, já que eles tinham um recorde de 4-8 nos seus primeiros doze jogos. Naquele momento, o trabalho de Haslett parecia estar em perigo; no entanto, ele conseguiu vencer os três jogos consecutivos que antecederam o final da temporada, deixando os Saints na disputa dos playoffs na última semana da temporada. Na semana 17, os Saints derrotaram o Carolina Panthers; no entanto, os Saints precisavam de outros resultados para chegar aos playoffs e quando o St. Louis Rams bateu o New York Jets, os Saints foram eliminados apesar de ter vencido os Rams, que terminou com o mesmo recorde.
Haslett foi demitido após a temporada de 2005, em que os Saints terminaram com um recorde de 3-13 e não disputaram jogos regulares em Nova Orleans devido ao furacão Katrina.

#### Efeito do furacão Katrina

O Tiger Stadium foi um dos locais que abrigou o Saints em 2005.

Devido aos danos que o furacão Katrina causou ao Superdome e à área de Nova Orleans, o jogo inaugural marcado para os Saints em 2005 contra o New York Giants foi transferido para o Giants Stadium. O restante de seus jogos em casa em 2005 foi dividido entre o Alamodome em San Antonio, Texas, e o Tiger Stadium da LSU em Baton Rouge, Louisiana.

### Era Sean Payton (2006–presente)

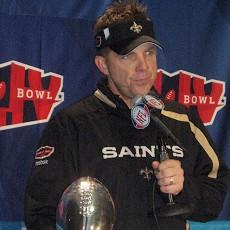
Sean Payton é o atual treinador principal.

Em 17 de janeiro de 2006, os Saints contrataram Sean Payton como seu novo treinador.

#### Temporada de 2006
Em 14 de março de 2006, os Saints contrataram o ex-quarterback do San Diego Chargers, Drew Brees, em um contrato no valor de US $ 60 milhões por 6 anos.
Em 23 de março, os Saints anunciaram que os dois jogos da pré-temporada de 2006 seriam disputados em Shreveport, Louisiana, e Jackson, Mississippi. Depois de uma renovação de US $ 185 milhões do histórico estádio, em 6 de abril, os Saints divulgou seu calendário de 2006, com todos os jogos em casa programados para serem disputados no Superdome. Em 19 de setembro, o proprietário dos Saints, Tom Benson, anunciou que a equipe havia vendido todos os ingressos da temporada no Louisiana Superdome (68.354 lugares).
O jogo inaugural do dia 25 de setembro, o primeiro jogo em casa em Nova Orleans após o furacão Katrina, foi vencido pelo Saints por 23-3 contra o Atlanta Falcons. A transmissão do jogo foi o programa mais bem classificado da ESPN até hoje, com uma classificação de 11,8 e audiência de 10.850.000 lares. Foi o programa mais assistido para a noite, transmissão ou cabo, e foi o segundo maior programa de TV a cabo de todos os tempos na época. O Green Day e o U2 apresentaram "Wake Me Up When September Ends" e "The Saints Are Coming", respectivamente, antes do jogo. O jogo recebeu um prêmio ESPY de 2007 por "Melhor momento nos esportes". O jogo é lembrado pelos torcedores dos Saints pelo bloqueio de Steve Gleason que virou um touchdown.
Em 17 de dezembro, os Saints conquistaram o terceiro título de divisão e o primeiro título da NFC South na história da franquia. Sean Payton tornou-se o segundo treinador consecutivo dos Saints a conquistar o título da divisão em sua primeira temporada.
Os Saints venceu o Philadelphia Eagles por 27-24 no Superdome no Divisional Round dos playoffs. Nenhuma equipe jamais teve um recorde tão ruim no ano anterior (3-13) e depois foi para a final da conferência desde o St. Louis Rams de 1999, que avançou para ganhar seu primeiro Super Bowl depois de ser 4-12 do temporada anterior. Já que a única vitória anterior nos playoffs dos Saints foi na rodada de wild card, esse foi o ponto mais distante que os Saints já haviam avançado na época. A vitória foi apenas a segunda vitória nos playoffs na história da equipe. A temporada terminou em 21 de janeiro de 2007, quando os Saints perderam por 39-14 para o Chicago Bears na Final da NFC.

#### Temporada de 2007
Os Saints anunciaram que, pelo segundo ano consecutivo, o Louisiana Superdome vendeu todos os ingressos para a temporada. O primeiro jogo da temporada foi contra o Indianapolis Colts, campeão do Super Bowl XLI. Os Saints perderam este jogo por 41-10, e perdeu seus próximos três jogos. Depois de vencer o seu primeiro jogo, contra o Seattle Seahawks, duas semanas depois, o time saiu em uma série de quatro vitórias consecutivas para levar seu recorde a 4-4. Depois de chegar a 7-7, os Saints perderam seus últimos dois últimos jogos para terminar com um recorde de 7-9.

#### Temporada de 2008
Depois de um decepcionante recorde de 7-9 na temporada de 2007, os Saints terminaram a temporada 2008 com um recorde de 8-8. Drew Brees terminou a temporada de 2008 apenas 16 jardas atrás do recorde de Dan Marino de 5,084 jardas passadas.

#### Temporada 2009: Primeiro título do Super Bowl

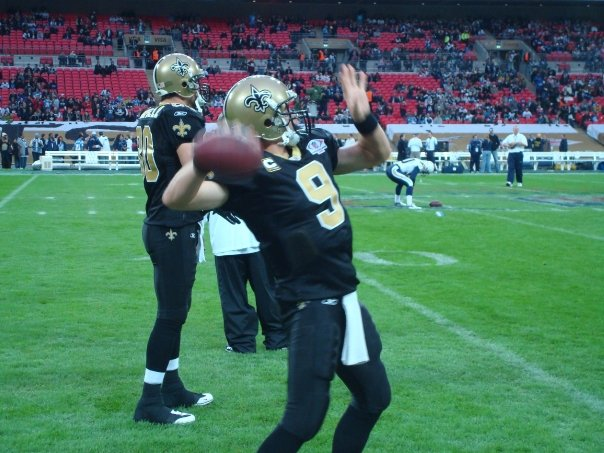
O Quarterback, Drew Brees, foi nomeado o MVP do Super Bowl XLIV.

A temporada de 2009 foi a temporada mais bem sucedida da equipe, que culminou no primeiro título da equipe contra o Indianapolis Colts no Super Bowl XLIV. O recorde de 13-0 marcou o melhor início de temporada dos Saints na história da franquia. Ao vencer seus primeiros 13 jogos, o Saints também estabeleceu o recorde de maior abertura invicta da temporada (13-0) por uma equipe da NFC desde a fusão AFL-NFL, superando o recorde anterior (12-0) detido pelo Chicago Bears de 1985. No entanto, eles seriam vítimas do Dallas Cowboys na semana 14, terminando a temporada com uma sequência de três derrotas. Os Saints tornaram-se o primeiro time a vencer um Super Bowl depois de perder seus últimos três jogos da temporada regular.
Apesar de seus oponentes incluírem os vencedores de 9 dos últimos 15 prêmios de MVP, a equipe avançou para a Final da NFC de 2009, onde derrotou o Minnesota Vikings, liderado por Brett Favre, por 31-28, ganhando sua primeira aparição no Super Bowl na história da franquia. As avaliações da televisão para o Super Bowl XLIV foram as mais altas de qualquer programa de TV, esportes ou não, na história, já que sua tentativa de vencer o Super Bowl foi vista por muitos como o ressurgimento da cidade após o devastador furacão Katrina. Os Saints venceram o Super Bowl XLIV contra os Colts por 31-17.

#### Temporada de 2010
A temporada de 2010 dos Saints começou no Superdome, quando os campeões do Super Bowl derrotaram o Minnesota Vikings por 14-9, tornando-se a primeira vez que os Saints abriram a temporada da NFL em casa. Em 27 de dezembro de 2010, com uma vitória de 17-14 sobre o Atlanta Falcons, os Saints garantiram uma aparição nos playoffs (wild card). Isso marcou a primeira vez que uma equipe no NFC South fez aparições consecutivas desde que a divisão foi formada em 2002.
Os Saints enfrentariam o Seattle Seahawks no wild card no Qwest Field. Drew Brees completou um recorde de pós-temporada 39 passes para 404 jardas e dois touchdowns. No final, seus esforços foram anulados por uma defesa que não conseguiu parar o suficiente e um touchdown tardio de Marshawn Lynch ajudou os Seahawks a derrotar os Saints por 41-36.

#### Temporada de 2011
Os Saints começaram sua temporada com uma derrota contra o Green Bay Packers, mas a equipe se recuperou pelas próximas quatro semanas para levar seu recorde para 4–1. Uma derrota para o Tampa Bay Buccaneers trouxe o recorde de 4-2, mas a equipe se recuperou com uma vitória por 62-7 sobre o Indianapolis Colts. Nas próximas sete semanas, o Santos bateu equipes talentosas trazendo seu recorde de temporada para 12-3. Para coroar a temporada, o quarterback Drew Brees quebrou o recorde de passes em uma única temporada.
Os Saints ganharam o título da NFC South em 26 de dezembro e terminou a temporada de 2011 com um recorde de 13-3.  A equipe quebrou vários recordes naquele ano, incluindo mais jardas em uma temporada, porcentagem de conclusão, jardas passadas, passes completos e muito mais.
O New Orleans Saints derrotou o Detroit Lions no Wild Card por 45-28. Os Saints perderam no Divisional Round para o San Francisco 49ers no Candlestick Park. Um jogo que foi considerado um clássico instantâneo por muitos como o jogo viu numerosas mudanças de liderança nos últimos 4 minutos de jogo.

#### Temporada de 2012: Payton suspenso
Depois de um período de entressafra dominado pela notícia do escândalo de recompensas e a suspensão de um ano do técnico Sean Payton, os Saints buscaram focar no futebol e produzir mais um ano de vitórias. Em vez disso, a equipe teve quatro derrotas seguidas e um último lugar no NFC South. A equipe finalmente conseguiu uma vitória na semana 5, contra o San Diego Chargers, um jogo que também viu o quarterback Drew Brees quebrar o recorde de longa data de Johnny Unitas para jogos consecutivos com um passe para touchdown.
Depois de uma semana de descanso, os Saints ganharam 4 dos 5 jogos seguintes, para levar o seu recorde para 5-5. Joe Vitt retornou após sua suspensão de seis jogos para servir como treinador interino para o resto da temporada. A equipe não conseguiu manter seu ímpeto, no entanto, e perdeu os próximos três jogos, incluindo uma derrota em Atlanta que também marcou o fim do recorde de Brees depois de 54 jogos. A equipe terminou empatada em último na NFC South com um recorde de 7-9. A defesa dos Saints permitiu 7.042 jardas, estabelecendo um recorde da NFL.

#### Temporada de 2013
Os Saints venceram os seus cinco primeiros jogos da temporada regular, mas pararam no New England Patriots na sexta semana, perdendo de 30-27, com um passe de touchdown de Tom Brady nos últimos 5 segundos do jogo. O New Orleans ficaria invicto em casa pela segunda temporada consecutiva, com Sean Payton como treinador principal, mas terminaria com apenas 3-5 fora de casa.
Os Saints terminaram a temporada com um recorde de 11-5 e ganhou uma vaga de wild card. Em 4 de janeiro de 2014, os Saints registrou sua primeira vitória na história da franquia dos playoffs sobre o Philadelphia Eagles por 26-24. Em 11 de janeiro, os Saints perderam para o Seattle Seahawks por 23-15.

#### Temporada de 2014
Os Saints terminaram a temporada com um recorde de 7-9, sendo o segundo em sua divisão atrás do Carolina Panthers (7-8-1). Eles não foram para os playoffs depois de serem derrotados por 30-14 para o Atlanta Falcons na penúltima semana da temporada.

#### Temporada de 2015
Os Saints terminou com um recorde de 7-9 pela segunda temporada consecutiva e ficaram em terceiro lugar no NFC South. O quarterback Drew Brees empatou o recorde da NFL para mais passes para touchdown em um jogo com 7 contra o New York Giants.

#### 2012–2018
Após uma longa investigação conduzida pela National Football League, a liga alegou em 2 de março de 2012 que 22 a 27 jogadores defensores do New Orleans Saints mantinham um programa de "pagamento por desempenho" que incluía pagamentos de recompensa dado pelo coordenador defensivo Gregg Williams durante as temporadas de 2009, 2010 e 2011. O comissário da NFL, Roger Goodell, declarou: "Os pagamentos são particularmente preocupantes porque envolvem não apenas pagamentos por 'desempenho', mas também por ferir jogadores adversários". O relatório também descobriu que o treinador Sean Payton estava ciente, mas não conseguiu parar o programa. A liga também disse que Mickey Loomis, o gerente geral dos Saints, foi direcionado para encerrar o programa pelo dono Tom Benson, mas na verdade não o fez. O memorando divulgado às equipes da NFL revelou que Payton e Loomis são culpados de "conduta prejudicial" para a liga.
Em 3 de março de 2012, Benson abordou a controvérsia de pagamentos de recompensas no site dos Saints, afirmando: "Fui informado das descobertas da NFL relativas as recompensas e como isso se relaciona com a gente. A NFL recebeu nossa total cooperação em suas investigações. Embora as descobertas possam ser problemáticas, esperamos deixar isso para trás e ganhar mais campeonatos no futuro para nossos fãs."
Em 21 de março de 2012, o Comissário Goodell anunciou que, como resultado do escândalo de recompensa e da investigação da NFL, Sean Payton foi suspenso por um ano, Gregg Williams foi suspenso por tempo indeterminado e Mickey Loomis foi suspenso pelos oito primeiros jogos da temporada regular. Os Saints também foram multados em US $ 500.000 e tiveram que perder suas escolhas de segunda rodada no Draft de 2012 e 2013. Joe Vitt, o assistente técnico dos Saints, também foi suspenso por seis jogos e multado em US $ 100 mil. A suspensão de Payton entrou em vigor em 1 de abril de 2012 e todas as suspensões foram sem pagamento. Goodell ficou particularmente aborrecido por os Saints terem mentido sobre o esquema em duas investigações separadas.
A maioria dos jogadores que foram alvo de ataques duvidosos pelos Saints, incluindo Favre e Warner, afirmaram que as recompensas eram apenas parte do jogo. No entanto, vários ex-jogadores entrevistados pela Sports Illustrated disseram que, embora os pagamentos fossem de fato considerados parte do jogo, as recompensas por machucar intencionalmente os oponentes violavam um código não escrito.
Em 15 de março de 2018, o dono dos Saints, Tom Benson, morreu aos 90 anos, depois de ter sido hospitalizado em 16 de fevereiro de 2018. A esposa de Benson, Gayle Benson, o sucedeu como dono dos Saints e do New Orleans Pelicans da NBA.

## Logos e uniformes

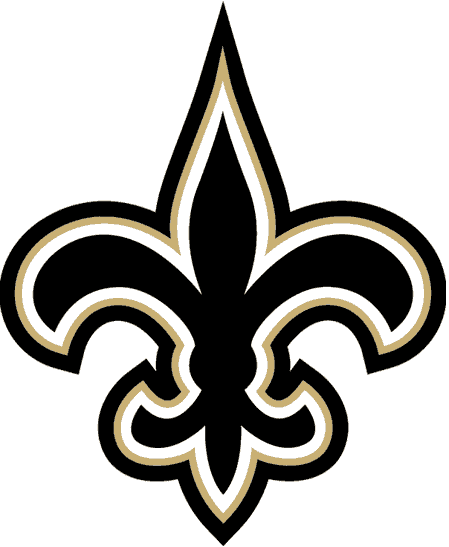
A flor-de-lis é o símbolo dos Saints.

O preto, junto com ouro velho e branco, sempre foi uma das cores do time, mas não foi a primeira escolha do proprietário majoritário John W. Mecom Jr. Sua preferência era pelo Mecom blue, um tom médio que era usado por todos os seus outros investimentos. O escritório da NFL, no entanto, informou-o de que sua combinação proposta se assemelhava muito à usada pelo San Diego Chargers. Embora os Chargers fossem membros da AFL, a liga mais antiga não queria ofender o seu futuro parceiro logo após a fusão. Mecom estabeleceu o preto como a cor primária como um sinal de seu envolvimento financeiro na indústria do petróleo. "Ouro negro" é um termo sinônimo de petróleo. Embora o Pittsburgh Steelers - que jogou alguns jogos em casa em Nova Orleans durante seus primeiros anos para evitar o conflito com o Pittsburgh Panthers - há muito tempo usasse preto e ouro como suas cores, seu tom de ouro lembra mais o amarelo.
Exceto por pequenas modificações, o logotipo e os uniformes dos Saints basicamente permaneceram os mesmos desde que o clube estreou em 1967. O logotipo da equipe é uma flor-de-lis (um símbolo da cidade de Nova Orleans e da família real da França, que incluía a Casa de Bourbon), enquanto o seu design do uniforme consiste em capacetes de ouro, calças de ouro e camisas pretas ou brancas. Pequenas mudanças nas listras e acabamentos uniformes foram feitas ao longo dos anos.

## Estádio

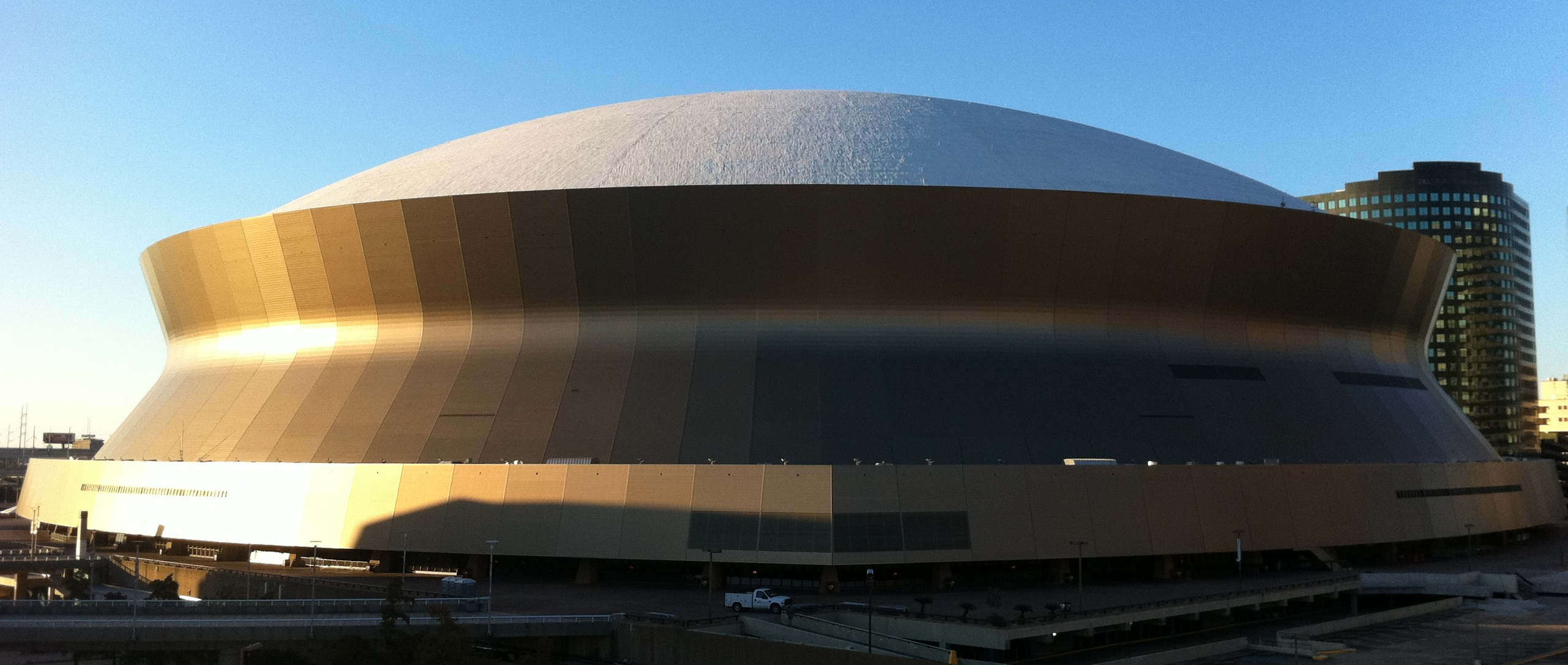
O Superdome é a casa dos Saints desde 1975.

O Caesars Superdome é a casa dos Saints. Tem uma capacidade de assento listada de 76.468 (expandida) ou 73.208 (não expandida). Os Saints possuem um recorde perfeito lá contra o Houston Texans (2-0) e o Jacksonville Jaguars (3-0), e nunca ganhou contra o Baltimore Ravens (0-2).

## Rivais

### Rivais de divisão

#### Atlanta Falcons
O rival mais antigo dos Saints é o Atlanta Falcons. Os Falcons lideram a série de todos os tempos por 52-48.
Os dois se juntaram à NFL como times de expansão e jogaram um contra o outro duas vezes por temporada desde que eles ingressaram na liga em 1967.

#### Tampa Bay Buccaneers
Os Saints têm uma rivalidade crescente com Tampa Bay, que fazem parte da NFC South com os Saints desde 2002. Os Saints lideram a série de todos os tempos por 32-21.

#### Carolina Panthers
Os Saints e o Carolina Panthers têm sido rivais menores desde que Carolina se juntou à liga como uma franquia de expansão em 1995. As equipes têm sido da mesma divisão desde então, originalmente no NFC West e depois no NFC South desde 2002. Carolina lidera a série de todos os tempos por 24-23.

### Outras rivalidades

#### Dallas Cowboys
A rivalidade do New Orleans Saints com o Dallas Cowboys é mais uma rivalidade regional do que divisional, já que as duas franquias nunca competiram na mesma divisão desde a  fusão da AFL-NFL em 1970. Suas bases de fãs se sobrepõem em partes do norte da Louisiana, como a área metropolitana de Shreveport - Bossier City, que faz fronteira com o estado do Texas.
O recorde de séries de todos os tempos está em 17-12, em favor de Dallas.

## Recordes

### Recordes em uma temporadas
Passando
- Jardas passadas: 5,476 – Drew Brees (2011)
- Passes para touchdowns: 46 – Drew Brees (2011)
- Passes completados: 471 – Drew Brees (2016)
- Passes tentados: 673 – Drew Brees (2016)
- Passe mais longo completo: 98 jardas – Drew Brees (2016)

Correndo
- Jardas terrestres: 1,674 – George Rogers (1981)
- Corridas: 378 – George Rogers (1981)
- Touchdowns terrestres: 13 – George Rogers (1981), Dalton Hilliard (1989) e Deuce McAllister (2002)
- Mais longa corrida: 79 jardas – George Rogers (1981)
- Jardas terrestres por jogo: 104,6 jardas – George Rogers (1981)

Recebendo
- Recepções: 109 – Michael Thomas (2018)
- Jardas recebidas: 1,399 – Joe Horn (2004)
- Touchdowns recebidos: 16 – Jimmy Graham (2013)

Retornos
- Mais retornos de Punt: 47 – Eric Guliford (1997)
- Mais longo punt retornado: 83 jardas – Michael Lewis (2002) e Tyrone Hughes (1993)
- Mais longo kickoff retornado: 106 jardas – Alvin Kamara (2017)

Chutes
- Field goals: 31 – Wil Lutz (2017), John Carney (2002) e Morten Andersen (1985)
- Extra Points convertidos: 63 – John Kasay (2011)
- Punts: 101 – Tom Blanchard (1976)
- Jardas no Punt: 4,038 – Mark Royals (1997)

### Recordes na carreira
- Jardas passadas:  80 358 - Drew Brees (2006–2020)
- Passes para touchdowns: 571 - Drew Brees (2006–2020)
- Jardas terrestres: 6 069 - Deuce McAllister (2001–2008)
- Touchdowns terrestres: 49 - Deuce McAllister (2001–2008)
- Recepções: 711 - Marques Colston (2006–2015)
- Jardas recebidas: 9 759 - Marques Colston (2006–2015)
- Passes interceptados: 37 - Dave Waymer (1980–1989)
- Field goals: 302 - Morten Andersen (1982–1994)
- Pontos: 1,318 - Morten Andersen (1982–1994)
- Total touchdowns: 72 - Marques Colston (2006–2015)
- Média de retorno de punt: 15,0 - Doug Wyatt (1970–1972)
- Média de retorno de Kickoff: 63,0 - Doug Wyatt (1970–1972)
- Sacks: 115,0 - Rickey Jackson (1981–1993)
- Tackles: 1,104 - Rickey Jackson (1981–1993)
- Vitórias (treinador): 152 - Sean Payton (2006-Presente)

## Jogadores

### Elenco Atual
Predefinição:Elenco do New Orleans Saints

### Pro Football Hall of Famer
| Jogadores                |                 |                 |           |            |                                                                   |       |       |       |       |
| No.                      | Jogador         | Posições        | Temporada | Introdução | Notas                                                             |       |       |       |       |
| 31                       | Jim Taylor      | FB              | 1967      | 1976       | Induzido principalmente por sua carreira com o Green Bay Packers  |       |       |       |       |
| 81                       | Doug Atkins     | DE              | 1967–1969 | 1982       | Induzido principalmente por sua carreira com o Chicago Bears      |       |       |       |       |
| 35                       | Earl Campbell   | RB              | 1984–1985 | 1991       | Induzido principalmente por sua carreira com o Houston Oilers     |       |       |       |       |
| 57                       | Rickey Jackson  | LB              | 1981–1993 | 2010       |                                                                   |       |       |       |       |
| 77                       | Willie Roaf     | OT              | 1993–2001 | 2012       |                                                                   |       |       |       |       |
| 16                       | Ken Stabler     | QB              | 1982–1984 | 2016       | Induzido principalmente por sua carreira com o Oakland Raiders    |       |       |       |       |
| 7                        | Morten Andersen | K               | 1982–1994 | 2017       |                                                                   |       |       |       |       |
| Treinadores e Executivos |                 |                 |           |            |                                                                   |       |       |       |       |
| Nome                     | Nome            | Posições        | Temporada | Introdução | Notas                                                             | Notas | Notas | Notas | Notas |
| Tom Fears                | Tom Fears       | Treinador       | 1967–1970 | 1970       | Introduzido por sua carreira como jogador                         |       |       |       |       |
| Mike Ditka               | Mike Ditka      | Treinador       | 1997–1999 | 1988       | Introduzido por sua carreira como jogador                         |       |       |       |       |
| Jim Finks                | Jim Finks       | General manager | 1986–1993 | 1995       |                                                                   |       |       |       |       |
| Hank Stram               | Hank Stram      | Treinador       | 1976–1977 | 2003       | Introduzido por sua carreira como treinador do Kansas City Chiefs |       |       |       |       |
| Dick Stanfel             | Dick Stanfel    | Treinador       | 1980      | 2016       | Introduzido por sua carreira como jogador                         |       |       |       |       |

Até a seleção de Rickey Jackson em 2010, não havia jogadores no Hall da Fama que recebessem suas credenciais principalmente por seu tempo com os Saints; os outros foram escolhidos por seu trabalho com equipes anteriores. O mandato de Jim Finks como gerente geral dos Saints foi um fator significativo em sua seleção.

### Números aposentados
| No. | Jogadores   | Posições | Temporadas |
| --- | ----------- | -------- | ---------- |
| 31  | Jim Taylor  | FB       | 1967       |
| 81  | Doug Atkins | DE       | 1967–1969  |

### Anel de Honra
Em 9 de outubro de 2013, os Saints anunciaram a criação de um Ring of Honor para comemorar ex-jogadores, administradores e indivíduos com contribuições significativas para a franquia. Seus nomes são exibidos ao longo do Mercedes-Benz Superdome. Os três primeiros homenageados foram Archie Manning, Rickey Jackson e Willie Roaf.
| No. | Nome            | Posições | Temporadas | Introduções | Notas  |
| --- | --------------- | -------- | ---------- | ----------- | ------ |
| 8   | Archie Manning  | QB       | 1971–1982  | 2013        | [ 63 ] |
| 57  | Rickey Jackson  | LB       | 1981–1993  | 2013        | [ 63 ] |
| 77  | Willie Roaf     | OT       | 1993–2001  | 2013        | [ 63 ] |
| 7   | Morten Andersen | K        | 1982–1994  | 2015        | [ 64 ] |

### Hall of Fame do New Orleans Saints
| Introdução  | No. | Nome             | Posições   | Temporadas          |
| ----------- | --- | ---------------- | ---------- | ------------------- |
| 1988        | 8   | Archie Manning   | QB         | 1971–1982           |
| 1988        | 46  | Danny Abramowicz | WR         | 1967–1973           |
| 1989        | 37  | Tommy Myers      | S          | 1972–1981           |
| 1989        | 19  | Tom Dempsey      | K          | 1969–1970           |
| 1990        | 17  | Billy Kilmer     | QB         | 1967–1970           |
| 1991        | 74  | Derland Moore    | NT         | 1973–1985           |
| 1991        | 34  | Tony Galbreath   | RB         | 1976–1980           |
| 1992        | 38  | George Rogers    | RB         | 1981–1984           |
| 1992        | 50  | Jake Kupp        | G          | 1967–1975           |
| 1992        | 62  | John Hill        | C          | 1975–1984           |
| 1993        | 58  | Joe Federspiel   | LB         | 1972–1980           |
| 1994        | —   | Jim Finks        | GM         | 1986–1993           |
| 1994        | 85  | Henry Childs     | TE         | 1974–1980           |
| 1995        | 82  | Bob Pollard      | DE         | 1971–1977           |
| 1995        | 81  | Doug Atkins      | DE         | 1967–1969           |
| 1996        | 23  | Dave Whitsell    | CB         | 1967–1969           |
| 1996        | 44  | Dave Waymer      | DB         | 1980–1989           |
| 1997        | 57  | Rickey Jackson   | LB         | 1981–1993           |
| 1997        | 67  | Stan Brock       | T          | 1980–1992           |
| 1998        | 21  | Dalton Hilliard  | RB         | 1986–1993           |
| 1998        | 51  | Sam Mills        | LB         | 1986–1994           |
| 1999        | 3   | Bobby Hebert     | QB         | 1985–1992           |
| 1999        | 84  | Eric Martin      | WR         | 1985–1993           |
| 2000        | 53  | Vaughan Johnson  | LB         | 1986–1993           |
| 2000        | 56  | Pat Swilling     | LB         | 1986–1992           |
| 2001        | 85  | Hoby Brenner     | TE         | 1981–1993           |
| 2001        | 94  | Jim Wilks        | DE         | 1981–1993           |
| 2002        | —   | Jim Mora         | Treinador  | 1986–1996           |
| 2002        | 73  | Frank Warren     | DE         | 1981–1994           |
| 2003        | 93  | Wayne Martin     | DE         | 1989–1999           |
| 2003        | 72  | Jim Dombrowski   | G/T        | 1986–1996           |
| 2004        | 36  | Rueben Mayes     | RB         | 1986–1991           |
| 2004        | —   | Steve Sidwell    | Assistente | 1986–1994           |
| 2005–2006 1 | 61  | Joel Hilgenberg  | C          | 1984–1993           |
| 2007        | 94  | Joe Johnson      | DE         | 1994–2001           |
| 2008        | 77  | Willie Roaf      | OT         | 1993–2001           |
| 2009        | 7   | Morten Andersen  | K          | 1982–1994           |
| 2010        | 87  | Joe Horn         | WR         | 2000–2006           |
| 2011        | 29  | Sammy Knight     | DB         | 1997–2002           |
| 2012        | 26  | Deuce McAllister | RB         | 2001–2008           |
| 2012        | —   | Tom Benson       | Dono       | 1985–2018           |
| 2013        | 97  | La'Roi Glover    | DT         | 1997–2001           |
| 2014        | 2   | Aaron Brooks     | QB         | 2000–2005           |
| 2014        | 3   | John Carney      | K          | 2001–2006 2009–2010 |
| 2015        | 84  | Michael Lewis    | WR         | 2001–2006           |
| 2015        | 33  | Tyrone Hughes    | DB         | 1993–1996           |
| 2016        | 91  | Will Smith       | DE         | 2004–2013           |
| 2017        | 51  | Jonathan Vilma   | LB         | 2008–2013           |
| 2017        | 77  | Carl Nicks       | G          | 2008–2011           |
| 2018        | 16  | Lance Moore      | WR         | 2005–2013           |
| 2018        | 23  | Pierre Thomas    | RB         | 2007–2014           |

1 Cerimônias de admissão de 2005 adiada para 27 de outubro de 2006, devido ao furacão Katrina

## Cheerleaders
Os Saintsations são a equipe de líderes de torcida dos Saints. Esse esquadrão de líderes de torcida existe desde a fundação da franquia, mas o nome atual só foi adotado em 1987.

## Rádio e televisão
A principal estação dos Saints é a WWL (870 AM / 105.3 FM), uma das estações de rádio mais antigas da cidade de Nova Orleans e uma das mais potentes do país como uma estação de canais claros com 50.000 watts de potência. Jim Henderson é o narrador com o ex-jogador Deuce McAllister sendo o comentarista. Henderson tem sido o apresentador das transmissões de rádio dos Saints continuamente desde 1993, e ocupou anteriormente o cargo entre 1986 e 1989. Comentaristas anteriores incluem os ex-jogadores dos Saints: Archie Manning (QB, 1971-1982) e Stan Brock (OT, 1980-91).
A maioria dos jogos de pré-temporada é televisionada pela WVUE (Canal 8), uma emissora que pertence a um consórcio liderado pelo proprietário dos Saints, Tom Benson, desde meados de 2008, e, como afiliada da Fox para Nova Orleans, carrega a maioria dos jogos dos Saints; Ambas as estações também carregam um pesado complemento de shows de treinadores e jogadores. Tim Brando e Jon Stinchcomb são os narradores dos jogos.
Os jogos da temporada regular são transmitidos pela WWL-TV, a estação local da CBS e a afiliada da NBC, WDSU, no Sunday Night Football.